# Kävsjö församling
Kävsjö församling ligger i Gnosjö kommun och tillhör Gnosjö pastorat i Östbo-Västbo kontrakt i Växjö stift. 
Församlingens kyrka heter Kävsjö kyrka.

## Administrativ historik
Församlingen har medeltida ursprung.
Församlingen var fram till 1962 annexförsamling i pastoratet Åker och Kävsjö. Från 1962 var den annexförsamling i pastoratet Åsenhöga, Källeryd och Kävsjö, där från 1 mars 1993 Kävsjö tog över som moderförsamling. Från 2018 ingår församlingen i Gnosjö pastorat. 